# Świskowszczyzna
Świskowszczyzna (biał. Свісткоўшчына, Swistkouszczyna; ros. Свистковщина, Swistkowszczina) – wieś na Białorusi, w obwodzie brzeskim, w rejonie lachowickim, w sielsowiecie Żerebkowicze, przy linii kolejowej Osipowicze – Baranowicze.

## Historia
Po zaborami i II Rzeczypospolitej folwark. W XIX i w początkach XX w. położona była w Rosji, w guberni mińskiej, w powiecie słuckim, w gminie Lachowicze. Należała do klucza lachowickiego Kossakowskich.
W dwudziestoleciu międzywojennym leżała w Polsce, w województwie nowogródzkim, w powiecie baranowickim, w gminie Lachowicze.
Po II wojnie światowej w granicach Związku Sowieckiego. Od 1991 w niepodległej Białorusi.